# Namiętny pielgrzym

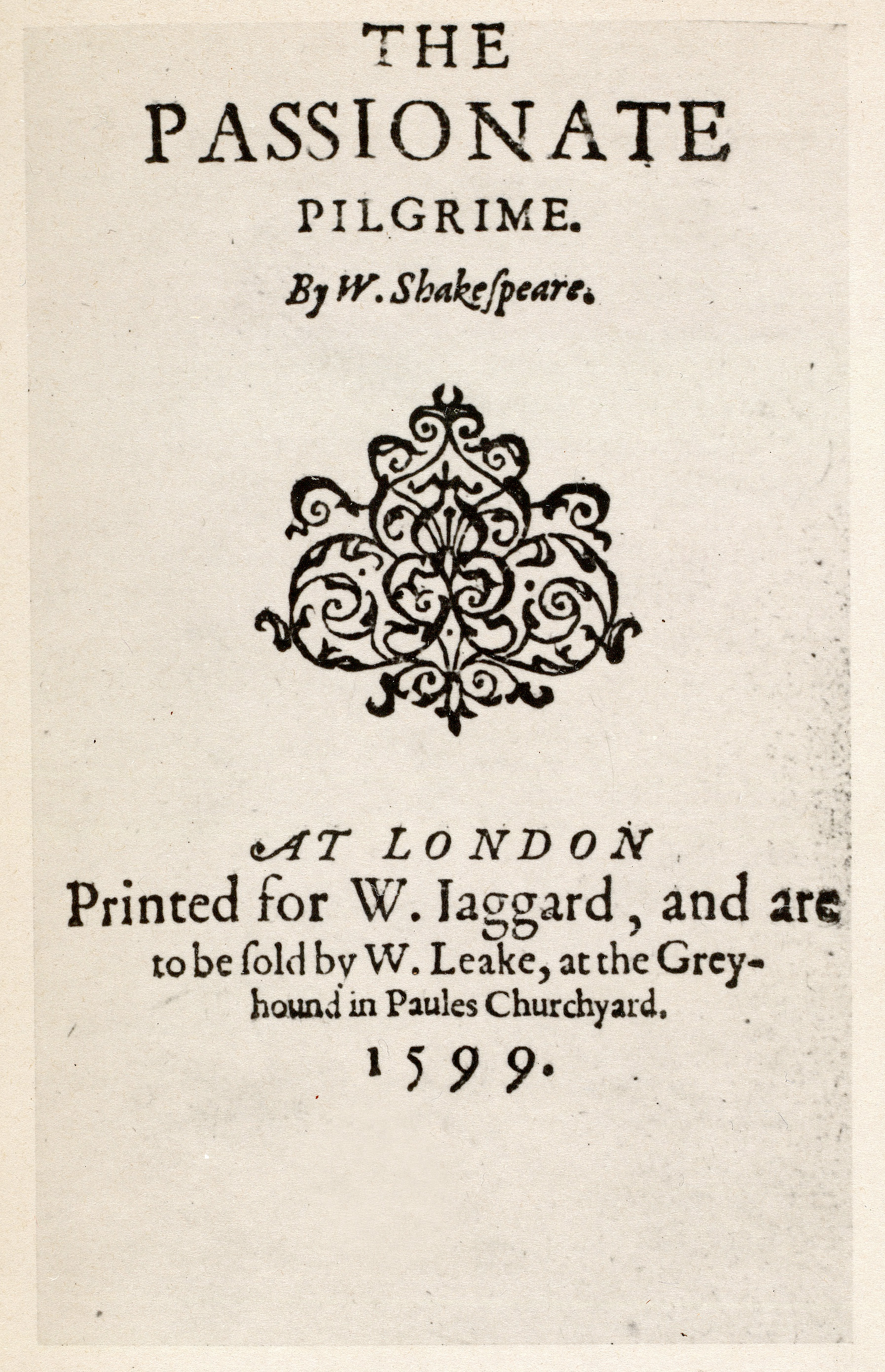

Namiętny pielgrzym (ang. The Passionate Pilgrim) – zbiór poematów przypisywanych na stronie tytułowej Williamowi Shakespeare’owi, po raz pierwszy opublikowany w 1599 roku. 
Tylko pięć z dwudziestu tam zawartych utworów z całą pewnością zostało napisanych przez Szekspira: numery 1 i 2, które są jednocześnie sonetami 138 i 144, a także numery 3, 5 i 16, które pochodzą ze Straconych zachodów miłości. Cztery z zamieszczonych poematów można zidentyfikować jako dzieła innych autorów. Wiersz 19 jest wersją The Passionate Shepherd to His Love, autorstwa Christophera Marlowe’a, zakończoną jedną zwrotką Reply Waltera Raleigha. Utwór numer 11 jest sonetem Bartholomew Griffina (opublikowanym w 1596 roku), numery 8 i 20 są autorstwa Richarda Barnfielda (1598). 
Nie ma pewności co do autora pozostałych 11 utworów. Ze względu na pewne podobieństwo do innych utworów tego autora, numer 12 uznaje się za prawdopodobnie Szekspirowski, nie ma jednak na to żadnych dowodów.
Namiętny pielgrzym został opublikowany przez Williama Jaggarda, późniejszego wydawcę Pierwszego Folio. Edycja poszerzona, wydana w 1612 roku, zawierała utwory Thomasa Heywooda, którego protesty zmusiły wydawcę do wycofania się z przypisywania ich Szekspirowi. 